# Cherwell (rivière)
Pour les articles homonymes, voir Cherwell.
La Cherwell (prononciation : tʃɑrwɛl ou tʃɜrwɛl) est une rivière qui coule à travers les Midlands en Angleterre. Il s'agit d'un affluent majeur de la Tamise, en rive gauche.

## Géographie

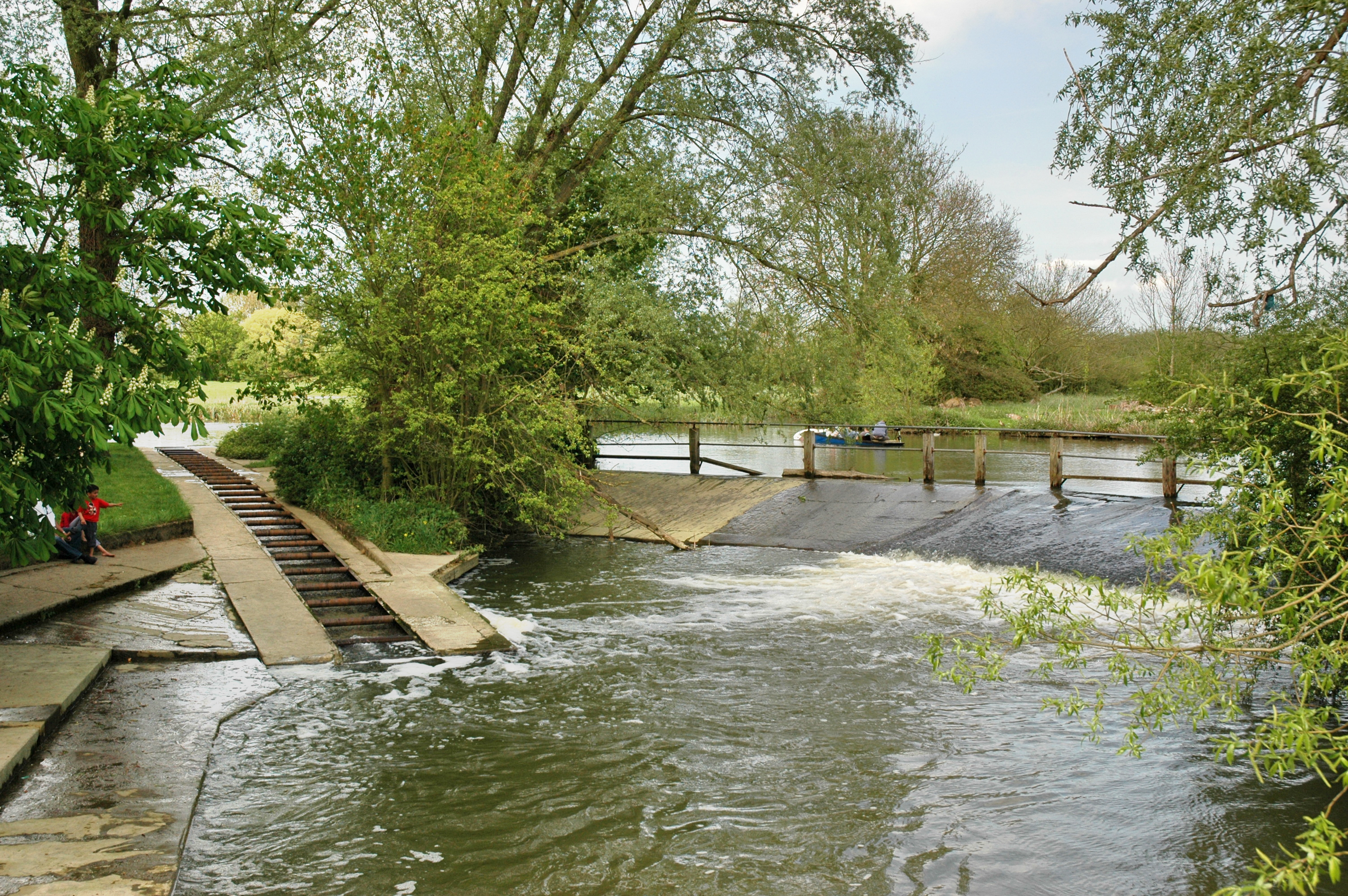
Appontement de l'ile Mesopotamia sur la rivière Cherwell à Oxford.

Le cours général de la rivière Cherwell du nord au sud et « à vol d'oiseau », est d'environ 64 km depuis sa source jusqu'à la Tamise. 
Elle coule, depuis sa source à Hellidon, pendant environ 16 km à travers le Northamptonshire  avant de passer dans l'Oxfordshire pour le reste de son trajet jusqu'à Oxford, où elle rejoint la Tamise. 
Elle apporte un débit important à la Tamise ; à son arrivée à Oxford, le débit de la Tamise est de 17,6 m3/s, mais à la sortie de la ville et après avoir reçu la rivière Cherwell, le débit passe à 24,8 m3/s.
Le cours de la Cherwell marquait la frontière entre les terres des tribus celtes des Dobunni (à l'ouest) et des Catuvellauni. Ces Celtes avaient établi un oppidum à la confluence de la Tamise et de la Cherwell, à la fois parce que l'endroit était protégé par les deux rivières (à l'est par la Cherwell, à l'ouest par la Tamise) : ce fort était un comptoir pour le commerce de la céramique dans tout le sud de l'Angleterre.

### Bassin versant
Son bassin versant est de 943 km2 de supeificie.

## Hydrologie
Son régime hydrologique est dit pluvial océanique.